# Communauté de communes de la Touraine du Sud
La communauté de communes de la Touraine du Sud est une ancienne communauté de communes française, située dans le département d'Indre-et-Loire. Elle disparaît le 31 décembre 2016 au profit de la Communauté de communes Loches Sud Touraine.

## Géographie

### Situation
La CCTS constitue la pointe Sud du département, située entre les départements de l'Indre et de la Vienne.

### Composition
Elle est composée des communes suivantes (8 du canton de Preuilly-sur-Claise, 9 du canton du Grand-Pressigny et 4 du canton de Descartes) :
| Nom                         | Code Insee | Gentilé            | Superficie (km2) | Population (dernière pop. légale) | Densité (hab./km2) |
| --------------------------- | ---------- | ------------------ | ---------------- | --------------------------------- | ------------------ |
| Preuilly-sur-Claise (siège) | 37189      | Prulliaciens       | 12,00            | 1 011 (2014)                      | 84                 |
| Abilly                      | 37001      | Habillois          | 30,27            | 1 145 (2014)                      | 38                 |
| Barrou                      | 37019      | Barrouviens        | 30,71            | 506 (2014)                        | 16                 |
| Betz-le-Château             | 37026      | Castelbessins      | 46,88            | 574 (2014)                        | 12                 |
| Bossay-sur-Claise           | 37028      | Bosséens           | 65,56            | 787 (2014)                        | 12                 |
| Boussay                     | 37033      | Boussirons         | 27,54            | 266 (2014)                        | 9,7                |
| La_Celle-Guenand            | 37044      | Cellois-Guénandais | 36,70            | 378 (2014)                        | 10                 |
| La Celle-Saint-Avant        | 37045      | Cellois            | 17,80            | 1 061 (2014)                      | 60                 |
| Chambon                     | 37048      | Chambonnais        | 17,88            | 325 (2014)                        | 18                 |
| Charnizay                   | 37061      | Charnizéens        | 51,71            | 515 (2014)                        | 10                 |
| Chaumussay                  | 37064      | Chaumusséens       | 19,15            | 234 (2014)                        | 12                 |
| Descartes                   | 37115      | Descartois         | 38,08            | 3 623 (2014)                      | 95                 |
| Ferrière-Larçon             | 37107      | Ferrillons         | 20,87            | 256 (2014)                        | 12                 |
| Le Grand-Pressigny          | 37113      | Pressignois        | 39,55            | 941 (2014)                        | 24                 |
| La Guerche                  | 37114      | Guerchois          | 5,27             | 186 (2014)                        | 35                 |
| Neuilly-le-Brignon          | 37168      | Neuillyssois       | 22,00            | 303 (2014)                        | 14                 |
| Paulmy                      | 37181      | Palmisois          | 25,97            | 231 (2014)                        | 8,9                |
| Le Petit-Pressigny          | 37184      | Petits Pressignois | 32,05            | 330 (2014)                        | 10                 |
| Saint-Flovier               | 37218      | Floviens           | 29,22            | 584 (2014)                        | 20                 |
| Tournon-Saint-Pierre        | 37259      | Tournonnais        | 14,76            | 447 (2014)                        | 30                 |
| Yzeures-sur-Creuse          | 37282      | Yzeurois           | 55,42            | 1 443 (2014)                      | 26                 |

### Comparaison démographique
En terme démographique, la commune de Descartes domine largement la CCTS avec un nombre d'habitants représentant près de 25 % de la population de l'EPCI. Elle est suivie par Yzeures-sur-Creuse avec près de 10 % puis par quatre communes représentants chacune près de 7 % (Abilly, La Celle-Saint-Avant, Preuilly-sur-Claise et Le Grand-Pressigny).
Comparaison de la population des 8 plus grandes communes de la CCTS en 2013

## Historique
La communauté de communes de la Touraine du Sud remplace le Syndicat Inter-cantonal d'Aménagement et de Développement Économique de la Touraine du Sud (SIADETS) dissout le 3 octobre 2001.
- 14 décembre 2000 : création de la communauté de communes
- 1er janvier 2006 : Adhésion de la commune de La Guerche

## Démographie
La communauté de communes de la Touraine du Sud comptait 15 359 habitants (population légale INSEE) au 1er janvier 2012. La densité de population est de 24 hab./km2.

### Évolution démographique
| 1968   | 1975   | 1982   | 1990   | 1999   | 2006   | 2007   | 2009   | 2012   |
| ------ | ------ | ------ | ------ | ------ | ------ | ------ | ------ | ------ |
| 20 456 | 19 258 | 18 124 | 17 200 | 16 240 | 15 704 | 15 623 | 15 567 | 15 359 |

### Pyramide des âges
| Hommes | Classe d’âge | Femmes |
| ------ | ------------ | ------ |
| 0,7    | 90 ans ou +  | 2      |
| 11,9   | 75 à 89 ans  | 15,5   |
| 19,5   | 60 à 74 ans  | 20,3   |
| 21,7   | 45 à 59 ans  | 20,1   |
| 17,2   | 30 à 44 ans  | 16,3   |
| 13,2   | 15 à 29 ans  | 11,6   |
| 15,7   | 0 à 14 ans   | 14,3   |

| Hommes | Classe d’âge | Femmes |
| ------ | ------------ | ------ |
| 0,5    | 90 ans ou +  | 1,4    |
| 6,8    | 75 à 89 ans  | 9,8    |
| 13,1   | 60 à 74 ans  | 13,9   |
| 20,7   | 45 à 59 ans  | 20,1   |
| 20,4   | 30 à 44 ans  | 19,3   |
| 19,6   | 15 à 29 ans  | 19,1   |
| 18,8   | 0 à 14 ans   | 16,4   |

## Politique communautaire

### Représentation

#### Présidents de la communauté de communes
| Période | Période  | Identité       | Étiquette      | Qualité                                          |
| ------- | -------- | -------------- | -------------- | ------------------------------------------------ |
| 2000    | 2008     | Yves Maveyraud | PS             | Maire de Preuilly-sur-Claise, conseiller général |
| 2008    | en cours | Gérard Hénault | Nouveau Centre | Maire de Ferrière-Larçon, conseiller général     |

#### Conseil communautaire
Le conseil communautaire est formé de 60 membres. Chacun de ses membres sont des délégués désignés par chaque conseil municipal. Le nombre de délégués par commune est fonction du nombre d'habitants de la commune.
Jusqu'à 500 habitants, une commune dispose de deux délégués; de 501 à 1 000, trois délégués; et de 1 001 à 3 000, quatre délégués. Quant à la ville de Descartes, elle dispose de cinq délégués.
Le président du conseil communautaire est assisté par cinq vice-présidents.
Il existe cinq commissions qui sont des organes de réflexion et de préparation de décisions en vue des réunions des conseils communautaires.
Ces commissions exercent dans cinq domaines : le développement économique; le service à la population; le tourisme, la culture, les sports et les loisirs; les finances et évaluation; et l'environnement.

### Compétences
- Développement économique
- Aménagement de l'espace communautaire
- Voirie d'intérêt communautaire
- Logement et habitat
- Déchets ménagers
- Environnement
- Tourisme
- Culture, Sports
- Action sanitaire et sociale
- Gens du voyage
- Services à la population
- Elaboration et négociation des contrats de pays
- Production d'énergie

### Finances locales
Le conseil communautaire a fait le choix de la TPU (taxe professionnelle unique) dont le taux pour 2009 est de 13,02 %.

### Identité visuelle
| Logotype de la communauté de communes de la Touraine du Sud | La communauté de communes de la Touraine du Sud s’est dotée d’un logotype. Il illustre l'attachement « aux valeurs de bien vivre, de solidarité et de dynamisme. » |

## Pour approfondir

## Sources
- Le splaf - (Site sur la Population et les Limites Administratives de la France)
- La base aspic - (Accès des Services Publics aux Informations sur les Collectivités)